# Otia Ioseliani
Otia Ioseliani (ur. 16 czerwca 1930 w Gwisztibi, zm. 14 lipca 2011 w Ckaltubo) – gruziński pisarz, autor powieści społeczno-obyczajowych.

## Powieści
- Gwiazdy spadające (1962, wyd. pol. 1969),
- Była sobie Gruzinka (1967, wyd. pol. 1973),
- W niewoli u niewolnych (1972, wyd. pol. 1975),

## Opowieści psychologiczno-obyczajowe
- Cchra mtas ikit ['za dziewięcioma górami'] (1963),
- Dżariskaci dabrunda ['żołnierz powrócił'] (1967),

## Dramaty
- Modżadoebuli mecwerwali ['zaczarowany szczyt'] (1968),

## Komedie
- Sanam uremi gadabrundeba ['dopóki arba nie przewróciła się'] (1969)